# Fortunato José Barreiros
Fortunato José Barreiros (Elvas, 26 de Março de 1797 – Lisboa, 16 de Agosto de 1885) foi militar e governador de Cabo Verde.

## Biografia

### Militar
Como militar, Fortunato Barreiros iniciou a sua carreira com apenas nove anos de idade, em 25 de Abril de 1806, no Regimento de Artilharia nº3. A 23 de Janeiro de 1821, foi promovido a capitão para o Estado-maior do Exército. Em 1824 participou da Abrilada, tendo sido preso no Castelo de S. Jorge. No ano de  1876,  assume o cargo de Comandante da Escola do Exército e, no ano seguinte, é nomeado Presidente da Comissão de reforma da mesma escola.
Termina a sua carreira no posto de General de Divisão (1870), reformando-se em 1884.
Ao longo da sua vida como militar, Fortunato Barreiros recebeu diversos títulos e medalhas, tais como Cavaleiro da Torre e Espada (1833), Cavaleiro de Aviz (1834), Comendador de Aviz (1847), Comendador de Leopoldo I da Bélgica (1856), medalha D.Pedro e D.Maria nº5 e Gran Cruz da Ordem Militar de S. Bento de Aviz (1869).

### Civil, política
Paralelamente, desempenhou altos cargos, também em outras instituições, destacando-se o de Governador-geral da Província de  Cabo Verde, entre 1851 e 1854. Leccionou na Academia Real de Marinha e na Academia Real de Fortificação, Artilharia e Desenho, foi membro da Comissão revisora dos programas da Escola Politécnica. Em 1838 , foi eleito sócio efectivo da classe de Ciências Exactas da Academia Real de Ciências e, de 1849 a 1851, é eleito Presidente da Assembleia-geral do Montepio Geral.
Em 1869, é nomeado para a Comissão consultiva do Ministério da Guerra.

## Obras
Fortunato Barreiros publicou, também, diversas obras, de carácter militar, das quais se destacam:
- Considerações sobre a defesa do porto de Lisboa
- Nota acerca do emprego dos odres nas pontes militares
- Memória descritiva da praça de Elvas e seus fortes adjacentes*Nacionalidade Portuguesa
- Milícia Romana
- Ensaio sobre os princípios gerais de estratégia e de grande táctica, (1837)
- Princípios gerais de castrametação, aplicados ao acampamento das tropas portuguesas, (1838)
- Memória sobre os pesos e medidas em Portugal, Espanha, Inglaterra e França
- Instrução teórico-prática de artilharia
- Compêndio de Artilharia
- Memória sobre os principais melhoramentos que têm recebido a espingarda de infantaria desde 1815